# Sint-Trudokerk (Opitter)

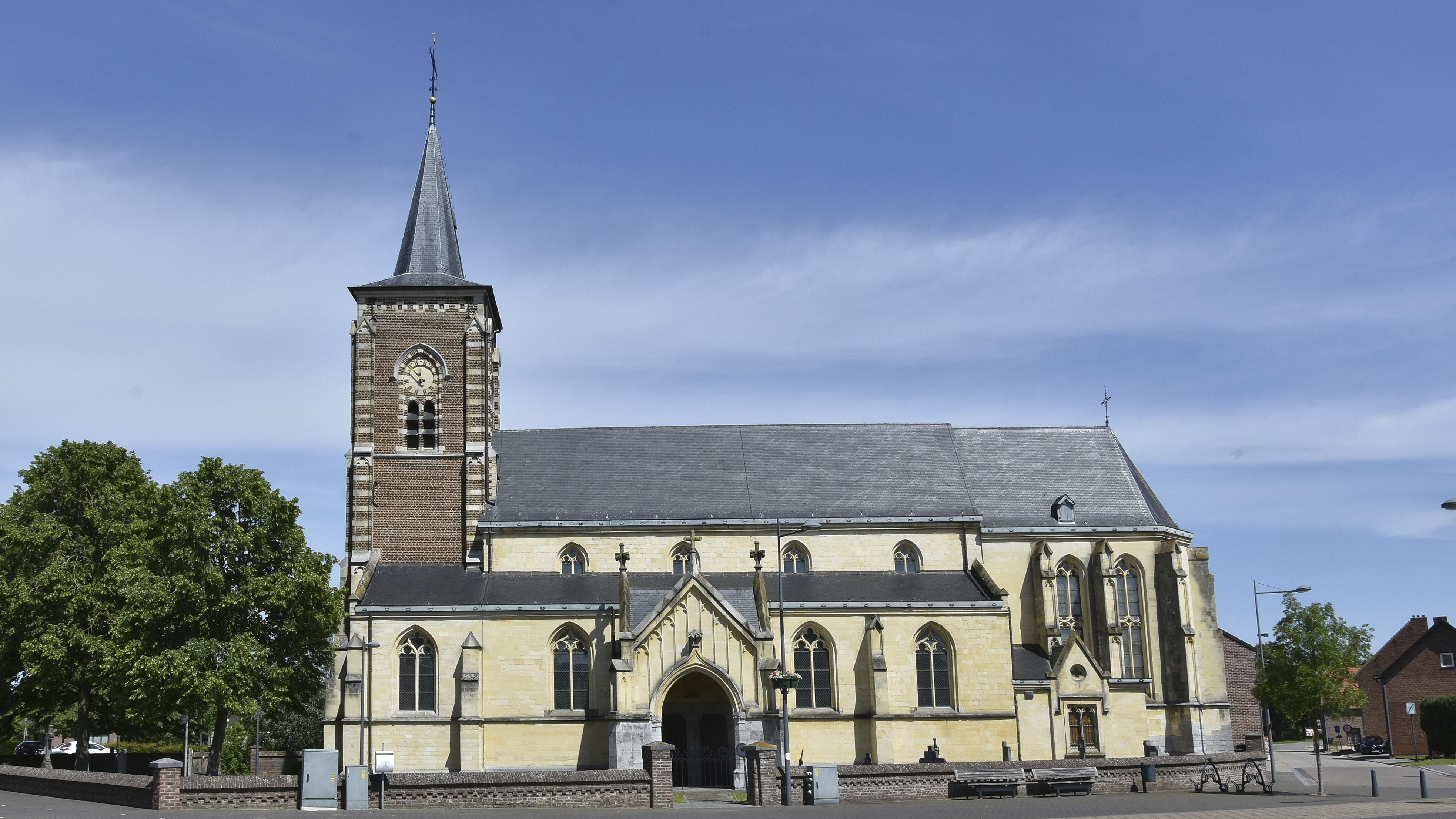
Sint-Trudokerk

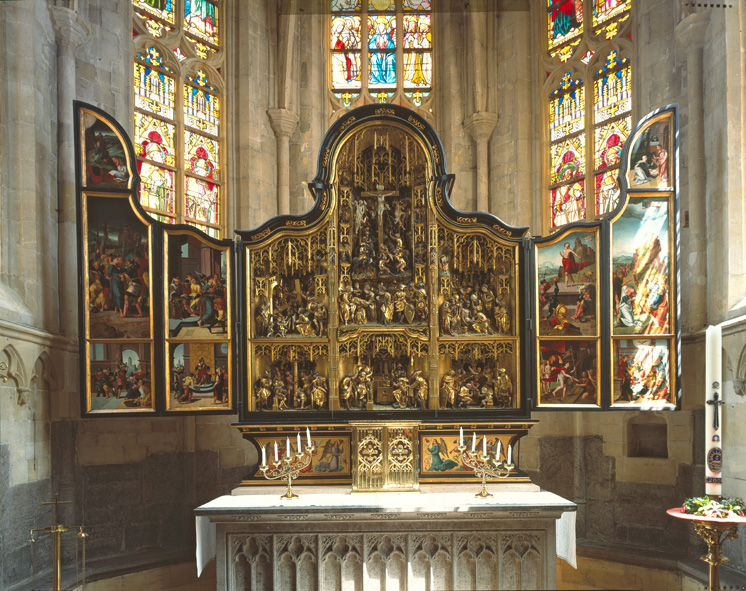
Passieretabel

De Sint-Trudokerk is de parochiekerk van Opitter die zich bevindt aan het Itterplein 1 aldaar. De kerk ligt vlak bij de Itterbeek en wordt omgeven door een ommuurde begraafplaats.

## Gebouw
Oorspronkelijk betrof dit een quarta capella, waarvan het patronaatsrecht en het grootste deel van het tiendrecht in het bezit was van de Abdij van Averbode, en een kleiner deel van het tiendrecht in bezit was van enkele particulieren en de Abdij van Herkenrode.
Het betreft een basiliek in gotische stijl. Het schip werd waarschijnlijk in 1409 gebouwd, het koor omstreeks 1400. Van 1864-1876 werd gebouwd aan een neogotische toren, ontworpen door Léon Jaminé. Het gebouw is opgetrokken in mergelsteen op een plint van kalksteenblokken; de toren is uitgevoerd in baksteen met mergelstenen speklagen. Het interieur van de kerk is, evenals de buitenmuren, in mergelsteen uitgevoerd.
De kerk is 45 meter hoog.

## Meubilair
Een schilderij, voorstellende het Laatste Avondmaal, stamt uit de 16e eeuw. Van de beelden kunnen worden genoemd een eikenhouten Sint-Anna-te-Drieën, toegeschreven aan de Meester van Elsloo, uit het begin van de 16e eeuw; een Calvariegroep in gepolychromeerd hout uit dezelfde tijd; een beschilderd houten beeld van Sint-Cecilia uit omstreeks 1500. Ook zijn er enkele 18e-eeuwse beelden.
Het hoofdaltaar uit 1908 wordt gesierd door een passieretabel, bevattende in eikenhout gebeeldhouwde en vergulde voorstellingen uit het Oude Testament en het leven van Christus, en voorzien van twee geschilderde zijluiken. Dit retabel stamt uit omstreeks 1535. Het is afkomstig uit de Onze-Lieve-Vrouwekapel aan de Opitterkiezel.
Het orgel en de orgelkast stammen uit 1716, en ook de biechtstoelen zijn vervaardigd in de 18e eeuw. Voorts is er 19e-eeuws meubilair, zoals het doksaal en de kerkbanken.